# Lisa Cole (Schauspielerin)
Lisa Cole (* 1. Juni in Wyandotte, Michigan) ist eine US-amerikanische Schauspielerin und Podcasterin.

## Leben
Cole wurde in Wyandotte geboren, wo sie bei ihrer Mutter, ihrer Großmutter und drei weiteren Familienmitgliedern in einem Haus aufwuchs. Sie ist verheiratet und engagiert sich in ihrer Freizeit für den Tierschutz und Obdachlosenhilfen. Sie gab 2002 ihr Filmschauspieldebüt im Spielfilm Hatred of a Minute. 2005 spielte sie in fünf Episoden der Fernsehserie The Michael Jackson Trial die Rolle der Janet Arvizo. Eine größere wiederkehrende Rolle mimte sie 2010 in neun Episoden der Fernsehserie Detective Force. 2011 erhielt sie eine Rollenbesetzung in Shuffle. 2014 verkörperte sie die Rolle der Denise Sam-Cali in drei Episoden der Fernsehserie Killer Kids. Sie wirkte unter anderen in den Fernsehfilmen Killer Cheerleader (2020) und Stealing in Suburbia (2022) mit, die beide auf Lifetime gezeigt wurden. 2022 wirkte sie in fünf Episoden der Fernsehserie Dhar Mann in verschiedenen Rollen mit. 2023 war sie im Musikvideo zum Lied Look Ma, No Brains! der Band Green Day zu sehen. Im selben Jahr übernahm sie die größere Rolle der Advisor Emily Williams im Katastrophenfilm America is Sinking.

## Filmografie (Auswahl)
- 2002: Hatred of a Minute
- 2004: Sexy Seniors (Kurzfilm)
- 2005: The Michael Jackson Trial (Fernsehserie, 5 Episoden)
- 2005: Untold Stories of the ER (Fernsehserie, 1 Episode)
- 2006: The New Adventures of Old Christine (Fernsehserie, Episode 1x11)
- 2006: Faith Happens
- 2007: Validation (Kurzfilm)
- 2007: ERs Around the Globe
- 2008: The Phone Book (Kurzfilm)
- 2010: Detective Force (Fernsehserie, 9 Episoden)
- 2011: Shuffle
- 2014: Mein peinlicher Sex-Unfall (Sex Sent Me to the ER, Fernsehserie, Episode 1x09)
- 2014: Killer Kids (Fernsehserie, 3 Episoden)
- 2014: We Should Have Eloped (Fernsehserie, Episode 1x02)
- 2015: Alpha-1
- 2015: Shake Off the World
- 2016: Blue Apples (Kurzfilm)
- 2016: Shadows of the Dead
- 2017: The Wrong Crush (Fernsehfilm)
- 2017: It’s Just a Story (Kurzfilm)
- 2018: Hack My Life (Fernsehserie, Episode 3x21)
- 2018: Her Boyfriend’s Secret
- 2018: Tin Can (Kurzfilm)
- 2018: Beyond the Rye
- 2019: Adulting (Fernsehserie, Episode 2x04)
- 2020: Taking Your Daughter (Fernsehfilm)
- 2020: Be the Light
- 2020: Safer at Home (Kurzfilm)
- 2020: Rusty Camel (Fernsehserie, Episode 1x04)
- 2020: Killer Cheerleader (Fernsehfilm)
- 2021: Bandwidth (Kurzfilm)
- 2021: 9-1-1 (Fernsehserie, Episode 4x07)
- 2021: The Scout
- 2021: Later Daters (Kurzfilm)
- 2021: Colin in Black & White (Miniserie, Episode 1x06)
- 2021: Dangerous Snow Day
- 2021: Life in Long Beach
- 2022: Framed by My Sister (Fernsehfilm)
- 2022: Angelyne (Miniserie, Episode 1x01)
- 2022: Dhar Mann (Fernsehserie, 5 Episoden, verschiedene Rollen)
- 2022: Screamfest’s Rules of Movie Etiquette (Kurzfilm)
- 2022: Stealing in Suburbia (Fernsehfilm)
- 2022: Reasonable Doubt (Fernsehserie, Episode 1x05)
- 2023: Truth Be Told: Der Wahrheit auf der Spur (Truth Be Told, Fernsehserie, Episode 3x01)
- 2023: A Nurse to Die For (Fernsehfilm)
- 2023: Beschütze sie (The Last Thing He Told Me, Fernsehserie, Episode 1x03)
- 2023: Tsehai (Kurzfilm)
- 2023: Inner Demons
- 2023: Rebirth: The Revenge of Billionaire’s Wife (Miniserie)
- 2023: The Next Big Hit
- 2023: America is Sinking
- 2024: Snatched a Billionaire to be My Husband
- 2024: Hollywood Hopeful
- 2024: Married for Greencard, Stayed for Love (Miniserie)
- 2024: A Deadly Threat to My Family (Fernsehfilm)
- 2024: First Love Never Dies (Miniserie)
- 2024: Influenced to Kill (Fernsehfilm)
- 2024: EKG (Kurzfilm)
- 2024: Strange Harvest: Occult Murder in the Inland Empire
- 2024: Grey’s Anatomy (Fernsehserie, Episode 21x06)

## Theater (Auswahl)
- Dark Of The Moon, The Kompanie (Off Broadway)
- If You’re Watching This, I'm Dead, Regie: M. Avila
- Canoga Park Skin Ninjas, Regie: Christopher Williams, CW Express
- Relationslips, Regie: Tom Jackson, Gardner One
- Red Headed Stepchild, Regie: Marsha Meyers , improv
- A Great Eight, Regie: Pat Battistini, Tamarind Theatre
- Raisin In The Puddin, Regie: Pat Battistini, Comedy Store
- Killers, Regie: Joe Fiske, Harris Cemetery Productions
- Aladdin & His Lamp, Regie: Tom Horton, Famous Players

## Podcast (Auswahl)
- 2022: Meet Cute Rom-Coms (Podcastserie, 1 Episode)
- 2022: Call My Name (Podcastserie)
- 2022: Blue Is for Nightmares (Podcastserie)
- 2022: Bleed (Podcastserie, 8 Episoden)